# Emperadriu Ci'an
Ci'an (xinès慈安太后) va ser una emperadriu vídua a la Xina durant la dinastia Qing.

## Biografia
Ci'an (1837 - 1881) era filla de Niuhuruun, un home poderós del clan manxú i una dona del clan Giyang. Va entrar al palau a finals de la dècada de 1840, es va convertir en concubina del futur emperador Xianfeng.
En el moment de la seva arribada a la Ciutat Imperial, la primera esposa del príncep era l'emperadriu Xiaodexian (xinès): 孝德顯皇后), del clan manxú Sakda, però, va morir el 24 de gener de 1850. El mes següent, el 25 de febrer, l'emperador Daoguang mor al seu torn. El príncep hereu es va convertir en emperador amb el nom de Xianfeng, però el càrrec d'emperadriu va romandre vacant. Dos anys més tard, a finals de març o principis d’ d’abril de 1852, després del període de dol, Niuhuru va ser nomenada concubina imperial (嬪) i va rebre el nom de Zhen (貞): casta, virtuosa, fidel a la memòria del seu marit). A finals de juny o principis de juliol del mateix any, va ser ascendida a Noble Consort Zhen (貞貴妃). Després, el 24 de juliol de 1852, va ser nomenada oficialment Emperadriu Consort (皇后). Malauradament, no va poder donar a l'emperador un hereu masculí, i va ser la concubina imperial Yehenara (懿嬪), més coneguda pel seu futur títol d'emperadriu vídua Cixi, qui va aconseguir donar un fill a Xianfeng l’ d’abril de 1856. El 22 d’agost de 1861, just després del final de la Segona Guerra de l'Opi, l'emperador Xianfeng va morir a la seva residència d'estiu a Chengde (熱河行宮) a 230 km al nord-est de Pequín. El seu hereu, fill de la noble consort Yehenara, que esdevindria emperador amb el nom de Tongzhi, tenia només 5 anys. La família imperial es va veure, doncs, sacsejada per una lluita pel poder per la regència.
El novembre de 1861, la noble consort Yehenara va fomentar una revolució del palau amb l'ajuda del príncep Gong (恭親王), germà del difunt emperador. Els prínceps que s'havien oposat a ella van haver de suïcidar-se per evitar la pèrdua de l'execució i el seu líder, el dignatari manxú Sushun, va ser decapitat. Yehenera es va anomenar oficialment Santa Mare Emperadriu Vídua (聖母皇太后). Deu aquest títol d'emperadriu vídua al fet que era la mare biològica del nou emperador. També se li va donar el nom honorífic de Cixi (慈禧: maternal i auspiciosa) Pel que fa a l'emperadriu consort Niuhuru, es titulava  Emperadriu Mare Emperadriu Vidua (母后皇太后), títol que li va donar preferència sobre Cixi, i va rebre el nom honorífic de Ci'an (慈安 Com que residia a la part oriental de la Ciutat Prohibida, l'emperadriu vídua també era coneguda com l'emperadriu vídua d'Orient (東太后), mentre que l'emperadriu vídua Cixi, que residia a l'ala oest, era malanomenada l'emperadriu vídua d'Occident (西太后) En diverses ocasions després de 1861, l'emperadriu vídua Ci'an va rebre noms honorífics addicionals (constituïts per dos ideogrames cada vegada), com era costum per als emperadors i emperadrius, i al final de la seva vida el seu nom estava compost per una llarga cadena de caràcters.

## An Dehai
Durant els vint anys següents, fins a la seva mort el 1881, l'emperadriu vídua Ci'an va servir com a regència del Gran Imperi Qing, al costat de la co-regent Cixi, primer durant la minoria de l'emperador Tongzhi, després durant la de l'emperador Guangxu mort prematura de Tongzhi el gener de 1875.  En teoria, tenia preferència sobre l'emperadriu vídua Cixi, però tenia un caràcter tranquil i poques vegades intervenia en política, a diferència de l'emperadriu vídua Cixi, que era la governant eficaç de la Xina. La seva única intervenció notable en política va tenir lloc el 1869. An Dehai (安德海), l'eunuc de la cort més temut que era un íntim confident de Cixi, havia fet un viatge cap al sud per procurar una túnica per a l'emperadriu Cixi. Quan va passar per la província de Shandong, va abusar dels seus poders com a enviat de Cixi per extorsionar diners a la gent. El governador de Shandong va portar l'assumpte a la Cort, i Ci'an va ordenar l'execució immediata d'An Dehai, que fins aleshores havia estat una de les figures més importants de la Cort. Aquesta va ser una reacció força inusual de l'emperadriu Ci'an, i l'execució del seu protegit va disgustar molt l'emperadriu Cixi.

## La mort i l'enterrament de Ci'an
El 8 d’abril de 1881, durant una audiència judicial, l'emperadriu vídua Ci'an es va sentir malament i va ser escortada a les seves cambres privades, on va morir menys d'una hora després. La sobtada de la seva mort va ser un gran xoc per a la Cort, ja que sempre havia tingut una salut excel·lent. Uns trenta anys després de la seva mort, els rumors van atribuir la seva mort a l'emperadriu vídua Cixi, que suposadament el va fer enverinar. No obstant això, no hi va haver cap prova que recolzés aquesta acusació, ni en aquell moment ni posteriorment. El nom pòstum donat a l'emperadriu vídua Ci'an combina els noms honorífics que se li van donar durant la seva vida i els que se li van donar després de la seva mort. És 孝貞慈安裕慶和敬誠靖儀天祚聖顯皇后 que diu Emperadriu Xiaozhen Ci'an Yuqing Hejing Chengjing Yitian Zuosheng Xian. Avui es pot llegir a la tomba de Ci'an. La forma curta del seu nom pòstum és Emperadriu Xiao Zhen Xian (孝貞顯皇后) L'emperadriu vídua Ci'an va ser enterrada entre les tombes Qing orientals (清東陵), a 125 quilòmetres a l'est de Pequín, al complex funerari de Dingdongling (定東陵), literalment: les tombes a l'est de Dingling Tomb, descansa al costat de l'emperadriu vídua Cixi. Més precisament, Ci'an descansa a Puxiangyu Dingdonling (普祥峪定西陵), literalment:  la tomba a l'est de la tomba de Dingling a la vall de l'excel·lent bon auguri, mentre que Cixi va fer construir la tomba més gran de Putuoyu Dingdongling (菩陀峪定東陵), la tomba a l'est de la tomba de Dingling a la vall de Putuo. Tomba de Dingling tomba de tranquil·litat” és la tomba de l'emperador Xianfeng, que s'havia unit a les dues emperadrius vídues, i que efectivament es troba a l'est de Dingdongling. La vall de Putuo deu el seu nom a la muntanya de Putuo (Muntanya Dharani des del lloc de la il·luminació de Buda, als peus del qual hi ha el Dingdongling.

## La personalitat de Ci'an
La imaginació popular mostra a Ci'an com una persona molt respectable, sempre tranquil·la, que mai va perdre la calma i tractava a tothom amb gran amabilitat, i que era molt respectat per Xianfeng. La Cixi hauria aprofitat la seva personalitat amable per manipular la ingènua i sincera Ci'an, i fins i tot hauria estat implicada en la seva mort. Aquesta imatge idíl·lica roman ancorada a la Xina, potser gràcies al seu nom honorífic. No obstant això, alguns historiadors han pintat un retrat molt més matisat de l'emperadriu vídua, mostrant un Ci'an complaent i mandrós que preferia gaudir de la facilitat de vida a la Ciutat Prohibida a la feina i el govern. L'emperadriu vídua Cixi, en canvi, hauria estat una dona hàbil i intel·ligent, que hauria treballat dur i fet molts sacrificis per obtenir el poder suprem, i s'hauria enfrontat als complexos problemes que agitaven la Xina en aquell moment.

## Cultura popular
Ci'an i Cixi van inspirar més tard els personatges C'ian i Cixi de la tira còmica Lanfeust.